# Le Divorce
Le Divorce es una película de 2003 dirigida por James Ivory con guion de Ruth Prawer Jhabvala e Ivory, basada en una famosa novela de Diane Johnson.

## Sinopsis
Isabel Walker viaja a París para acompañar a su hermanastra Roxeanna, que está embarazada, y, al llegar, descubre que Roxeanna ha sido abandonada por su marido, Charles-Henry de Persand, y van a divorciarse. Una vez en París, Isabel se enamora de un diplomático francés que resulta ser el tío del futuro exmarido de Roxeanna. Esto provoca un escándalo y complica aún más las relaciones entre ambas familias, hasta que un crimen pasional deja a todo el mundo conmocionado.

## Reparto
- Kate Hudson - Isabel Walker
- Naomi Watts - Roxeanne de Persand
- Glenn Close - Olivia Pace
- Thierry Lhermitte - Edgar Cosset
- Melvil Poupaud - Charles-Henri de Persand
- Matthew Modine - Tellman
- Sam Waterston - Chester Walker
- Stockard Channing - Margeeve Walker
- Thomas Lennon - Roger Walker
- Jean-Marc Barr - Maitre Bertram
- Romain Duris - Yves
- Esmée Buchet-Deàk - Gennie de Persand
- Samuel Labarthe - Antoine de Persand
- Leslie Caron - Suzanne de Persand
- Nathalie Richard - Charlotte de Persand
- Bebe Neuwirth - Julia Manchevering
- Rona Hartner - Magda Tellman
- Stephen Fry - Piers Janely